# Debra Granik
Debra Granik (ur. 6 lutego 1963 w Cambridge, stan Massachusetts) – amerykańska reżyserka, scenarzystka i operatorka filmowa, twórczyni kina niezależnego.

## Życiorys
Urodziła się w Cambridge, jednak dorastała na przedmieściach Waszyngtonu. W 1985 roku, ukończyła Brandeis University, gdzie studiowała nauki polityczne. Później otrzymała tytuł magistra na podyplomowych studiach filmowych na New York University. Granik jest wnuczką Theodore’a Granika (1907–1970), pioniera transmisji radiotelewizyjnej.
Laureatka szeregu nagród na Sundance Film Festival, w tym za najlepszy film krótkometrażowy − Snake Feed w 1998 (jej pierwszy zrealizowany film, w czasie gdy była studentką New York University), nagrodę za reżyserię filmu dramatycznego Aż do kości w 2004 (pierwszy film pełnometrażowy) oraz laureatka Wielkiej Nagrody Jury dla filmu dramatycznego za obraz Do szpiku kości w 2010 roku.
25 stycznia 2011 roku, wraz z Anne Rosellini została nominowana do Oscara za najlepszy scenariusz adaptowany do filmu Do szpiku kości.
Zasiadała w jury sekcji „Un Certain Regard" na 75. MFF w Cannes (2022) oraz przewodniczyła obradom jury sekcji „Horyzonty” na 81. MFF w Wenecji (2024).

## Filmografia
Reżyseria
- 2018: Zatrzyj ślady (Leave No Trace)
- 2010: Do szpiku kości (Winter's Bone)
- 2004: Aż do kości (Down to the Bone)
- 1997: Snake Feed

Scenariusz
- 2018: Zatrzyj ślady (Leave No Trace)
- 2010: Do szpiku kości (Winter's Bone)
- 2004: Aż do kości (Down to the Bone)
- 1997: Snake Feed

Zdjęcia
- 2003: Thunder in Guyana
- 2002: Breaker
- 1998: 99 Threadwaxing

Producent
- 1997: Snake Feed

## Nagrody i nominacje
60. Międzynarodowy Festiwal Filmowy w Berlinie
- nagroda Międzynarodowego Stowarzyszenia Kin Artystycznych − za film Do szpiku kości
- nagroda Jury Reader „Tagesspiegel” − za film Do szpiku kości

Oscary 2010
- nominacja: najlepszy scenariusz adaptowany − za film Do szpiku kości

Independent Spirit Awards 2010
- nominacja: najlepszy reżyser − za film Do szpiku kości
- nominacja: najlepszy scenariusz − za film Do szpiku kości

Independent Spirit Awards 2005
- nominacja: Nagroda im. Johna Cassavetesa − za film Aż do kości

Nagroda Satelita 2010
- nominacja: najlepszy reżyser − za film Do szpiku kości
- nominacja: najlepszy scenariusz adaptowany − za film Do szpiku kości

Sundance Film Festival
- nagroda: Short Filmmaking − za film Snake Feed (1998)
- nagroda: najlepsza reżyseria − za film Aż do kości (2004)
- nagroda: Wielka Nagroda Jury − za film Do szpiku kości
- nagroda: nagroda im. Waldo Salta za najlepszy scenariusz − za film Do szpiku kości